# Riscos de Lara
Riscos de Lara este o arie protejată (arie specială de conservare — SAC, sit de importanță comunitară — SCI) din Spania întinsă pe o suprafață de 103,4 ha, integral pe uscat.

## Localizare
Centrul sitului Riscos de Lara este situat la coordonatele 28°15′13″N 16°49′12″W / 28.2536°N 16.82°V.

## Înființare
Situl Riscos de Lara a fost declarat sit de importanță comunitară în octombrie 1999 pentru a proteja 1 specie de plante. Situl a fost protejat și ca arie specială de conservare în ianuarie 2010.

## Biodiversitate
Situată în ecoregiunea , aria protejată conține 2 habitate naturale: Tufărișuri termo-mediteraneene și de pre-deșert, Pante stâncoase silicioase cu vegetație casmofită.
La baza desemnării sitului se află o specie protejată de  plante: Sideritis cystosiphon.